# Phostria mungalis
Phostria mungalis is een vlinder uit de familie van de grasmotten (Crambidae). De wetenschappelijke naam van deze soort is voor het eerst gepubliceerd in 1880 door Carl Plötz.
De spanwijdte bedraagt 38 tot 48 millimeter.
De soort komt voor in Kameroen.